# モスの消防隊
モスの消防隊（モスのしょうぼうたい、原題:Moth and the Flame）は、1938年4月1日にアメリカで公開されたアニメーション映画。バート・ジレット監督。ウォルト・ディズニーの作品。上映時間は8分だった。台詞なしだった。

## スタッフ
- 原案:ウォルト・フェイファー
- 音楽:アルバート・ヘイ・マロット
- アニメーター:エド・ラブ
- 配給:RKO、テクニカラー

## ストーリー
ある晩、ブティックに入り込んだ蛾たちは洋服を食べてしまう。
店の中ではメスの蛾が炎の明かりに引き寄せられてしまう。彼女が炎に襲われているのを見たオスの蛾は助けに入る。蜘蛛の巣に引っかかってしまったメスの蛾に気付いた蛾の大群は消防隊として彼女を救出。炎を水で消し止めることに成功する。